# Änge
Pour les articles homonymes, voir Ange (homonymie).
Änge est une localité suédoise située dans la commune de Krokom, dans le Comté de Jämtland. Änge est un ancien village agricole, situé sur les bords du lac Näldsjön. Änge se trouve à environ 50 km d'Östersund.
Änge est situé dans la paroisse d'Offerdal. Les premières mentions écrites du nom d'Änge remontent à 1413. Jusqu'à 1974 Änge a été chef-lieu de l'ancienne commune de Offerdal.

## Géographie

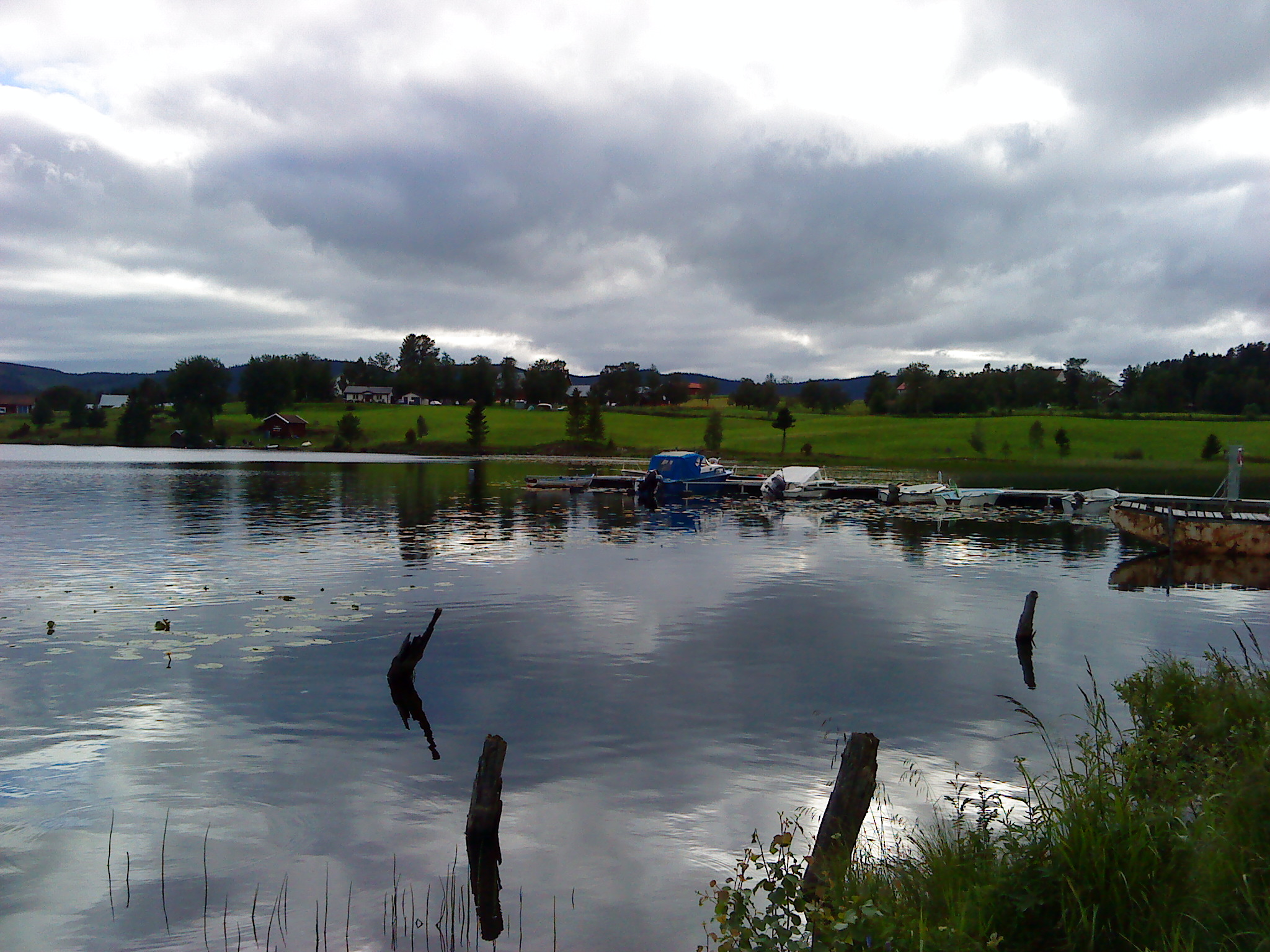
Änge est situé sur lac de Näldsjön
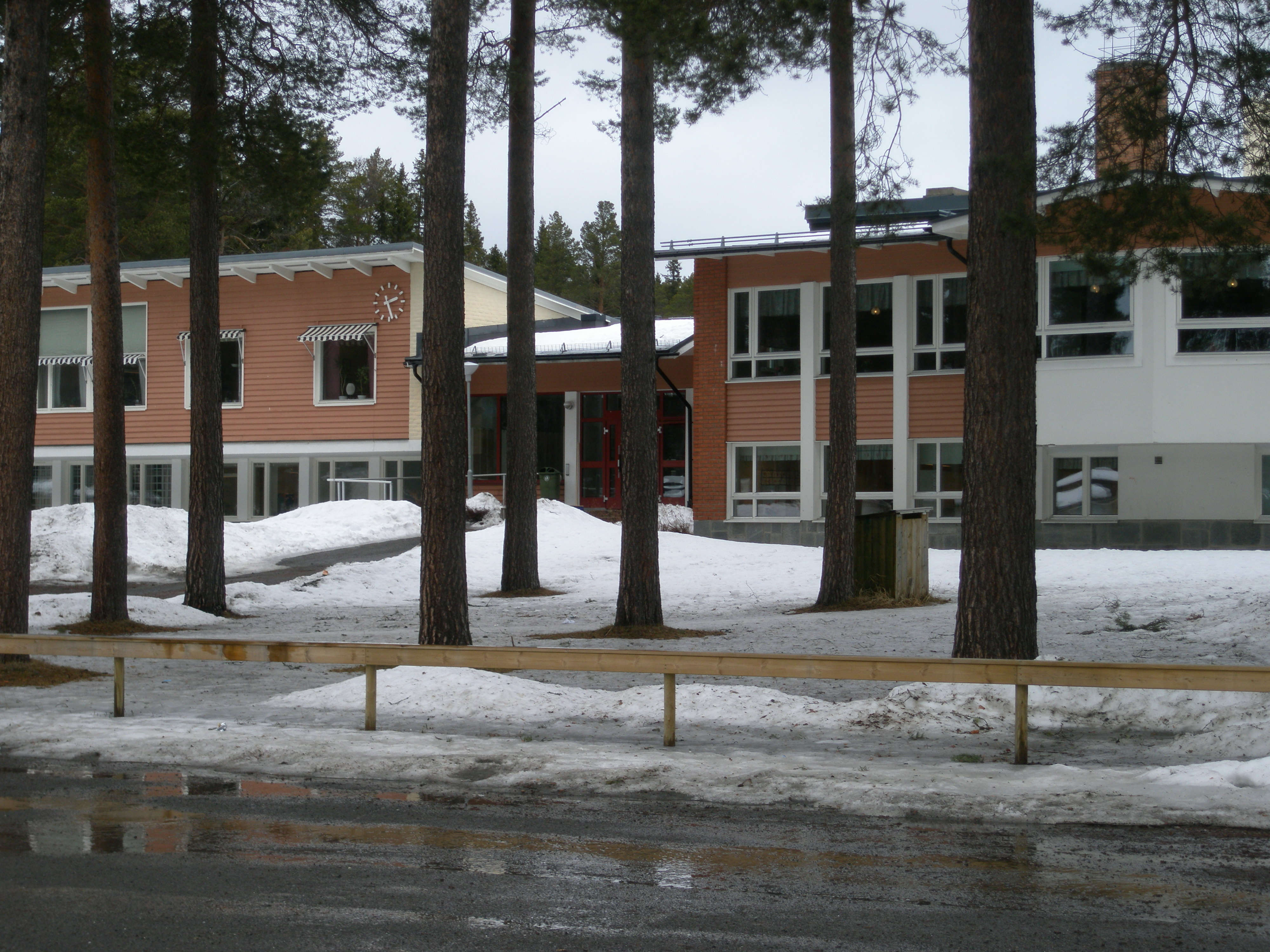
École d'Änge
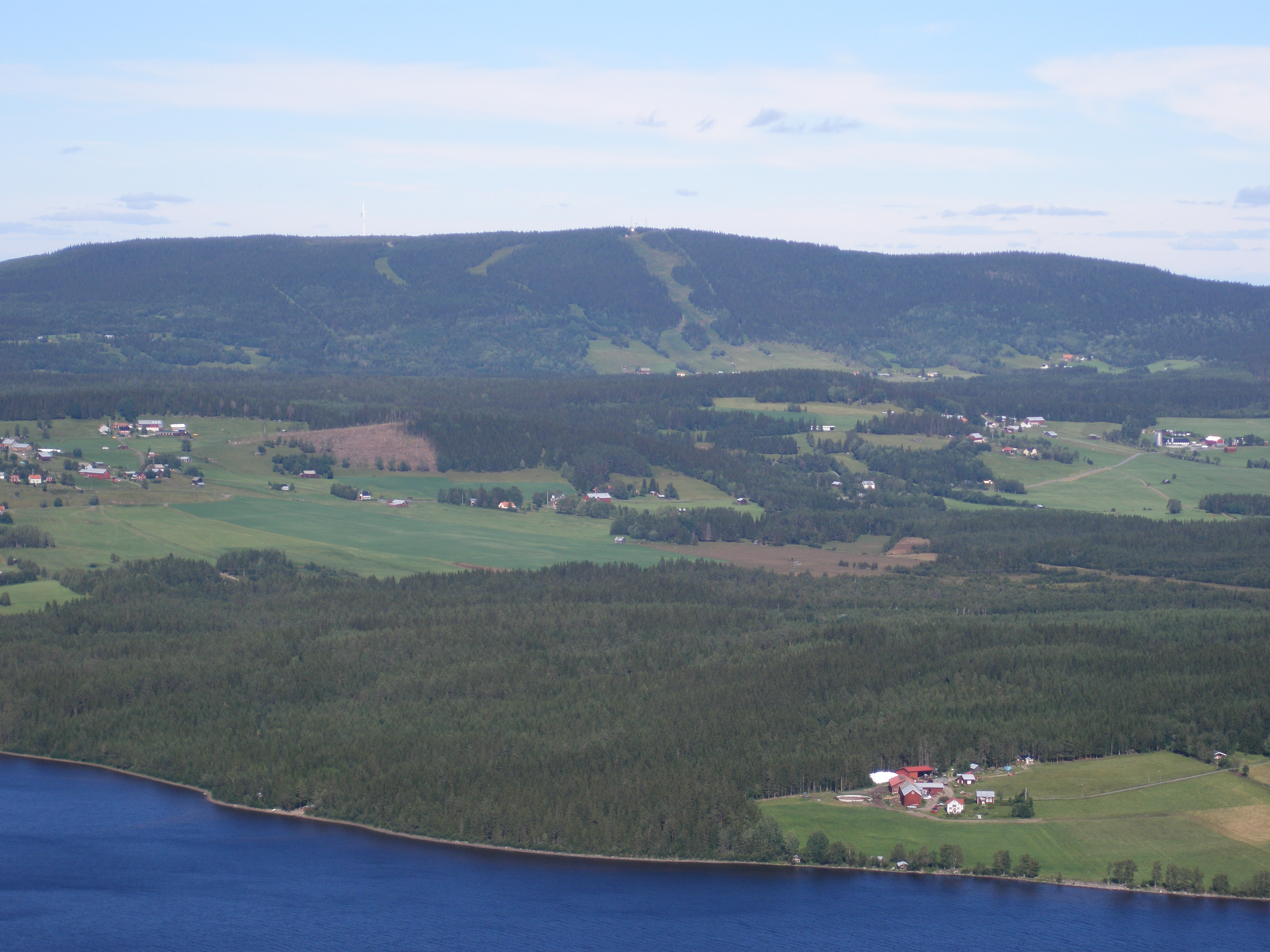
La montagne Almåsaberget en été